# 332

## Родени
- Йовиан, по-късно римски император (приблизителна дата).